# Segretario di Stato (Paesi Bassi)
Il Segretario di Stato, nei Paesi Bassi, è un funzionario politico all'interno del governo nazionale.

## Quadro costituzionale
L'ufficio esiste dal 1948. La posizione del Segretario di Stato è regolata nella Costituzione come segue:
Articolo 46
1. I segretari di stato possono essere nominati e revocati con regio decreto.
2. Un Segretario di Stato funge da ministro nei casi laddove lo ritenga necessario il Ministro e secondo le sue istruzioni. Il segretario di Stato è responsabile su tale base, fatta salva la responsabilità del ministro.

## Funzionamento
Sebbene un Segretario di Stato possa essere nominato e revocato a suo piacimento, le sue funzioni sono, in pratica, adempiute per tutto il periodo del governo. Il Segretario di Stato ha il suo settore politico, è responsabile dinanzi al Parlamento ed è membro del Consiglio dei Ministri.
Il Segretario di Stato parteciperà alle consultazioni in seno al Consiglio dei ministri solo se sarà coinvolto il suo settore politico. Il segretario di Stato non ha il diritto di voto in seno al Consiglio dei ministri. È consuetudine che il segretario di stato si dimetta quando il suo ministro si dimette. Un segretario di stato non deve appartenere allo stesso partito politico del ministro del suo dipartimento.
Alcuni segretari di Stato possono usare il titolo di Ministro degli Esteri per creare una posizione uguale a quella del Ministro degli Affari Esteri. Nel governo Rutte II, c'erano il segretario di Stato Klaas Dijkhoff (ministro delle migrazioni), Sharon Dijksma (ministro dell'ambiente) e Martijn van Dam (ministro dell'agricoltura).
Questo, sebbene i segretari di stato siano puramente costituzionali, non fanno ufficialmente parte del governo; materialmente, tuttavia, partecipano al processo decisionale del governo. Hanno anche un posto nel gabinetto.